# Östertjärnen (Hagfors socken, Värmland)
Östertjärnen är en sjö i Hagfors kommun i Värmland och ingår i Göta älvs huvudavrinningsområde. Sjön har en area på 0,0592 kvadratkilometer och ligger 289,7 meter över havet.

## Delavrinningsområde
Östertjärnen ingår i det delavrinningsområde (664675-138069) som SMHI kallar för Mynnar i Rådasjön. Medelhöjden är 250 meter över havet och ytan är 10,7 kvadratkilometer. Räknas de 23 avrinningsområdena uppströms in blir den ackumulerade arean 317,57 kvadratkilometer. Svartån (Älgsjöbäcken) som avvattnar avrinningsområdet har biflödesordning 3, vilket innebär att vattnet flödar genom totalt 3 vattendrag innan det når havet efter 348 kilometer. Avrinningsområdet består mestadels av skog (88 procent). Avrinningsområdet har 0,06 kvadratkilometer vattenytor vilket ger det en sjöprocent på 0,5 procent.